# St-Georges (Lunas)

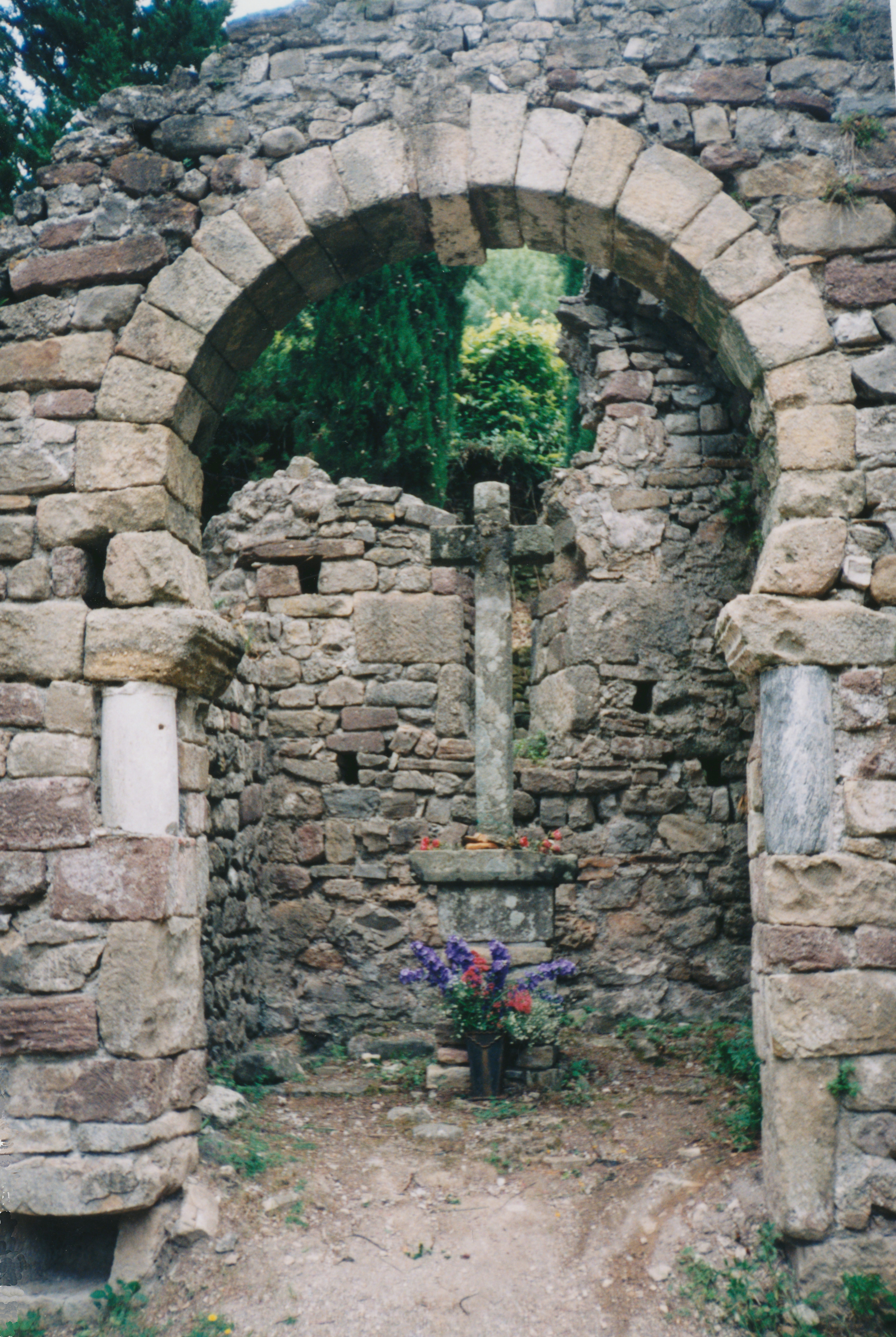
Zentraler Hufeisenbogen

Die vorromanische Kapelle Saint-Georges ist eine teilweise verfallene katholische Kapelle bei Lunas im Département Hérault der südfranzösischen Region Okzitanien.
Zusammen mit anderen Kapellen wie Chapelle Saint-Martin de Fenollar, Chapelle Saint-Jérôme d’Argelès, Chapelle Saint-Michel de Sournia, Chapelle Saint-Laurent de Moussan, Chapelle Saint-Nazaire de Roujan und Chapelle Saint-Pierre de Léneyrac in Ceyras ist sie ein Überbleibsel westgotischer Architektur im ehemaligen Septimanien, das zwischen 419 und 711 zum Reich der Westgoten gehörte.

## Lage
Die am Westrand des Escandorgue gelegene Kapelle befindet sich nur wenige hundert Meter östlich von Lunas am Weg Chemin Saint-Georges, der ins Tal des Ruisseau de Saint-Georges führt.

## Geschichtliches
In der Nähe der Kapelle wurden gallorömische Überreste gefunden, was darauf schließen lässt, dass der Standort zur damaligen Zeit bereits besiedelt war.
Der Baustil der Kapelle ist präromanisch mit Elementen der westgotischen Architektur. Sie dürfte folglich im vierten Quartal des 9. oder im ersten Quartal des 10. Jahrhunderts errichtet worden sein.
Seit dem 17. Juli 1976 ist Saint-Georges unter der Kennnummer PA00103495 als Monument historique ausgewiesen worden. Eigentümer der baulichen Überreste ist jetzt die Gemeinde Lunas.

## Architektur
Das Bauwerk besteht aus einem einzigen Kirchenschiff, das von einem etwas weniger breiten, rechteckigen und leicht trapezoidal zulaufenden Chor abgeschlossen wird und in den das Tageslicht über nur sehr enge Fensterspalten eindringen kann. Vom eigentlichen Kirchenschiff ist nicht mehr viel erhalten geblieben. Der Chorbereich wird von einem jetzt teilweise eingestürzten Tonnengewölbe abgedeckt. Vor der zentralen Fensteröffnung der geradlinigen Chorkopfseite steht ein sehr einfacher Steinaltar bzw. Podest, der von einem auf ihn stehenden Steinkreuz überragt wird. Der die beiden Bauteile verbindende Hufeisenbogen wird von zwei Marmorsäulen abgefangen, wobei eine von ihnen gallorömischen Ursprungs ist. Er zeigt Ähnlichkeiten zum mozarabischen Baustil. Diese beiden Architekturmerkmale – rechteckiger Chor mit geradlinigem Kopfende und Bogen in Form eines Hufeisens – geben eindeutig die Präromanik zu erkennen. Das Natursteinmauerwerk ist generell recht grob, nur am Chorbogen, an Fensteröffnungen und an Eckpunkten wurden behauene Steine verwendet. Die beiden in die Öffnung ragenden Kämpfersteine sind profiliert.

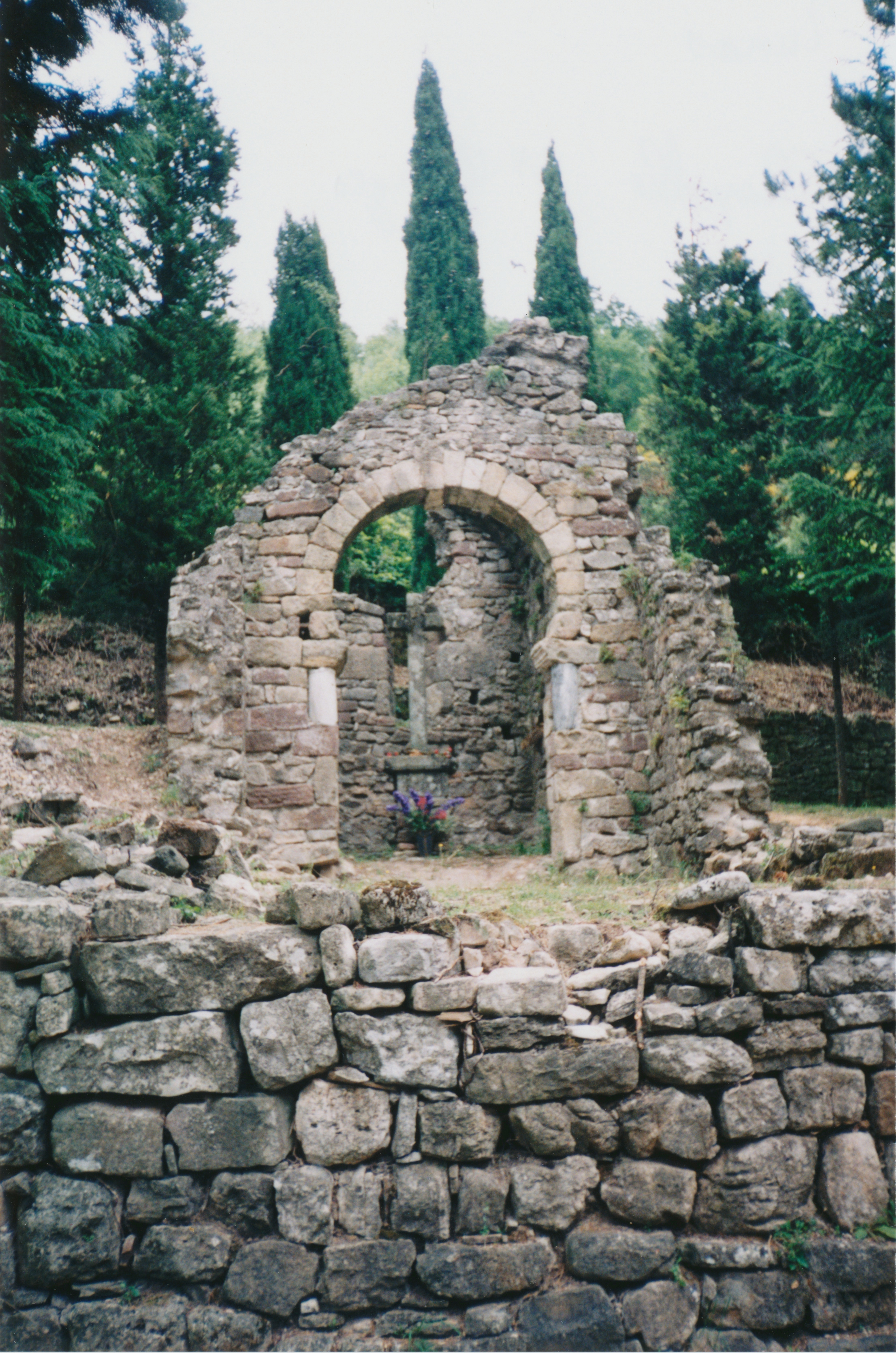
Gesamtansicht
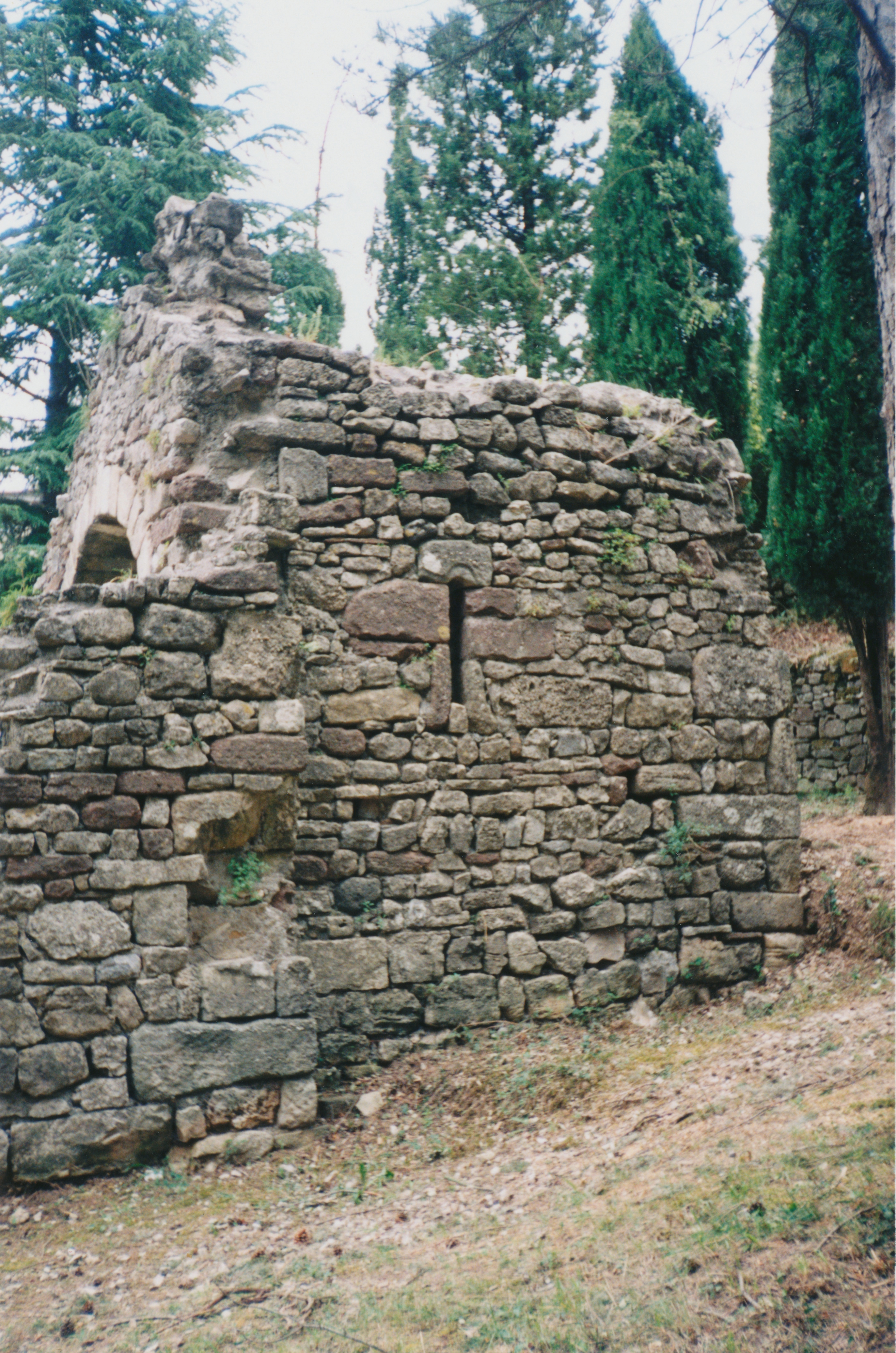
Apsis
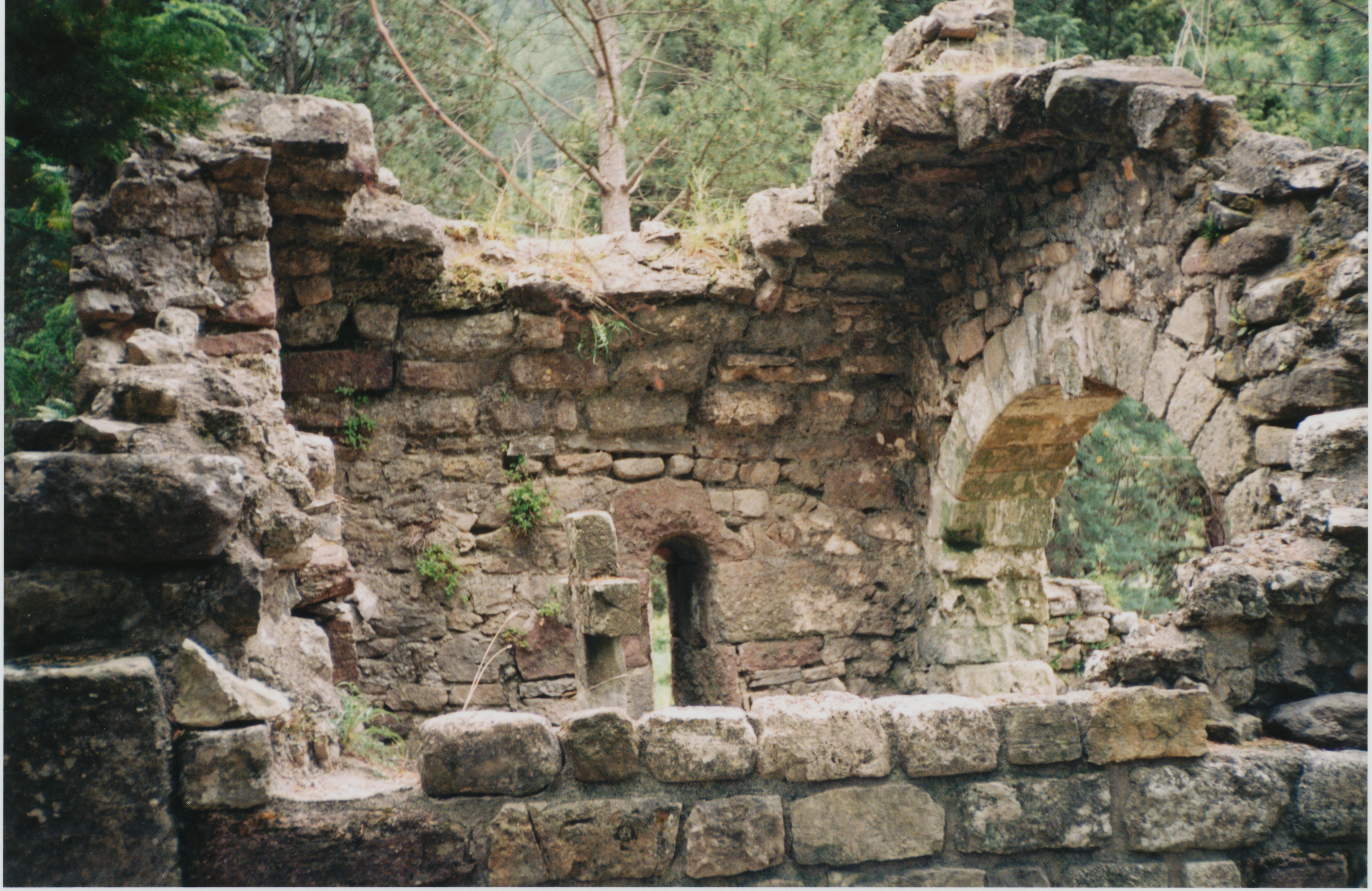
Chor
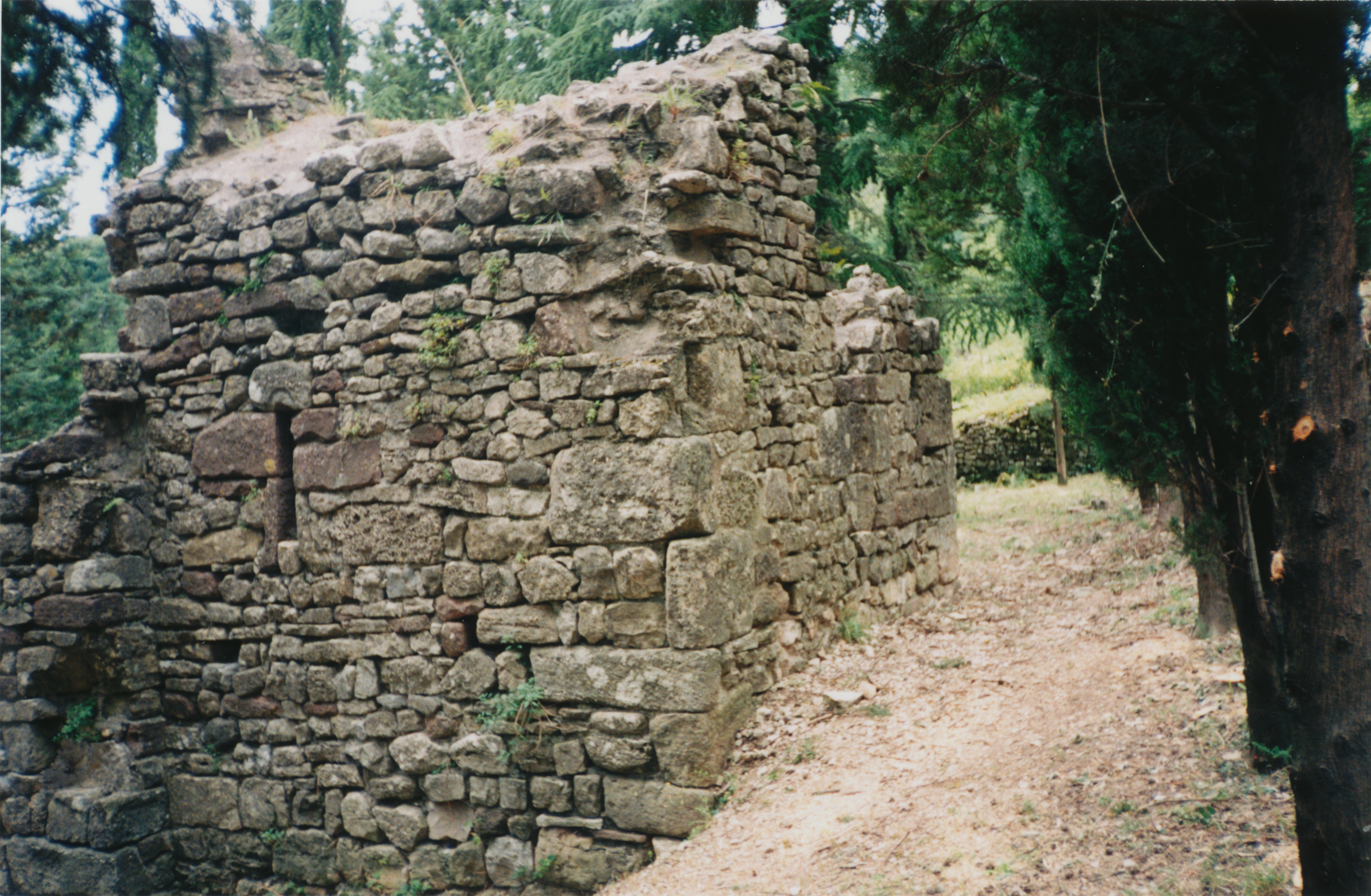
Gerades Kopfende
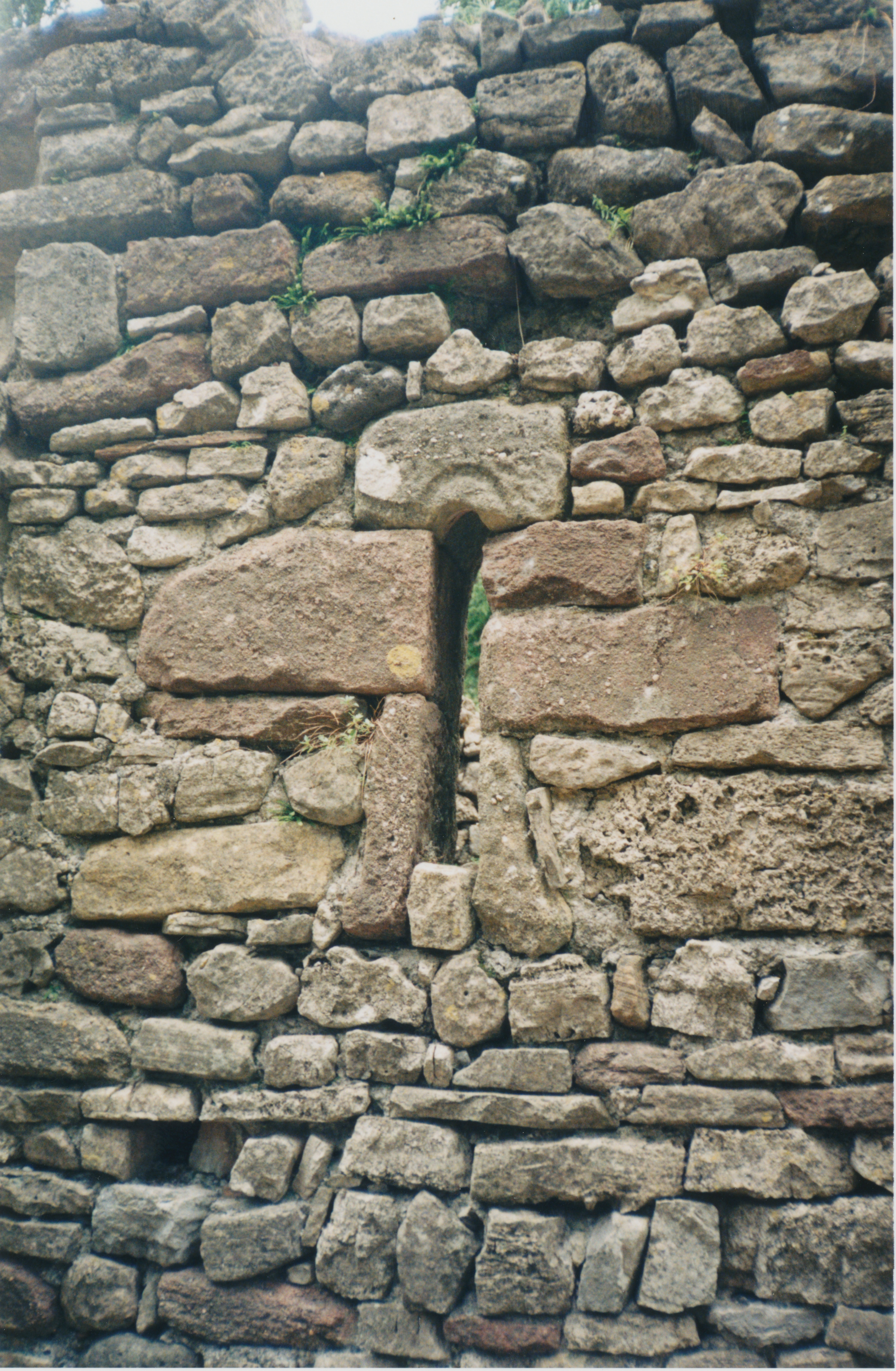
Fenster